# Chiara Cassin
Chiara Cassin (Mestre, 13 gennaio 1978) è una nuotatrice artistica italiana.

## Biografia
Nata a Mestre nel 1978, nel 2000 ha vinto l'argento nella gara a squadre agli Europei di Helsinki, terminando dietro alla Russia, mentre nel 1997 e 1999 il bronzo nella stessa gara a Siviglia e Istanbul, in entrambi i casi dietro a Russia e Francia.
A 22 anni ha partecipato ai Giochi olimpici di Sydney 2000, nella gara a squadre con Ballan, Bianchi, Brunetti, Cecconi, Dominici, Lucchini e Porchetto, arrivando al 6º posto con 95.177 punti (32.993 nel tecnico e 62.184 nel libero).
Nello stesso 2000 è stata insignita del titolo di Cavaliere Ordine al Merito della Repubblica Italiana.

## Palmarès

### Campionati europei
- 3 medaglie:
  - 1 argento (Gara a squadre a Helsinki 2000)
  - 2 bronzi (Gara a squadre a Siviglia 1997, gara a squadre a Istanbul 1999)